# Cipi
Cipi (en llatí Cipius, en grec Κίπιος (Kípios)) va ser un personatge grec anomenat Pararenchon (παραρέγχων), que va donar origen al proverbi non omnibus dormio. Al·legava que dormia per així facilitar els adulteris de la seva dona.